# Øgendahl og de store forfattere
Øgendahl og de store forfattere er en dansk dokumentar-serie på DR1 fra 2018 med værten  Mick Øgendahl, der går i fodsporene på Danmarks største forfattere. Serien er kendetegnet ved fiktionsmøde mellem værten og forfatterne i skikkelse af en række kendte danske skuespillere og komikere. 
I seriens første sæson, der fik premiere i maj 2018, portrætteres H.C. Andersen, Tove Ditlevsen, Dan Turell, Herman Bang, Johannes V. Jensen og Karen Blixen.
I seriens anden sæson, der fik premiere i august 2019, portrætteres Leonora Christina Ulfeldt, Henrik Pontoppidan, Michael Strunge, Karin Michaëlis, Jeppe Aakjær og Halfdan Rasmussen.

## Priser
| År   | Festival                           | Pris                      | Resultat  |
| ---- | ---------------------------------- | ------------------------- | --------- |
| 2019 | TV Prisen                          | Bedste nyskabelse - Fakta | Nomineret |
| 2019 | TV Prisen                          | Bedste fakta-serie        | Nomineret |
| 2019 | Cannes Corporate Media & TV Awards | Docudrama                 | Vinder    |